# Deus ex machina (verhaallijn)

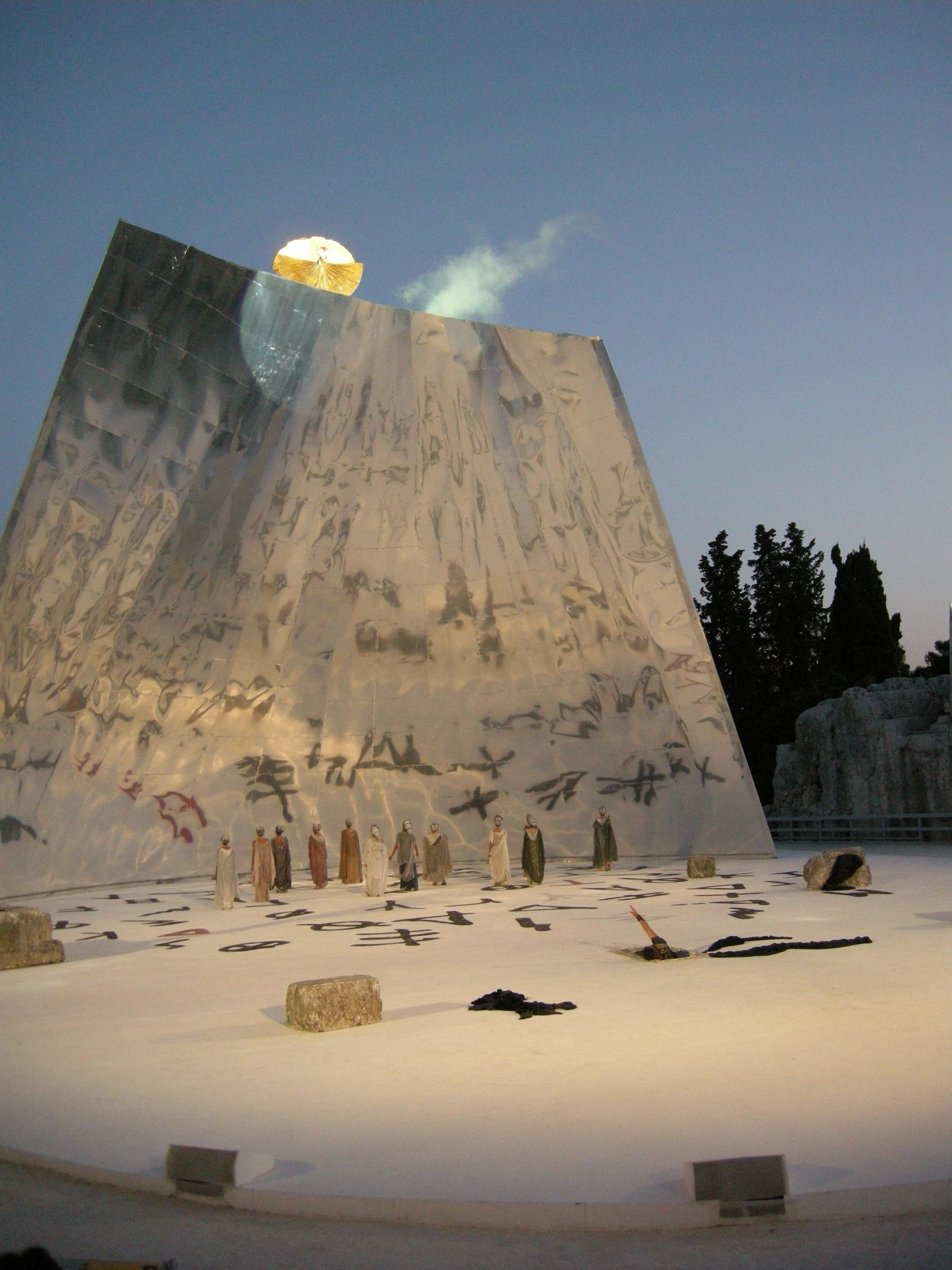
Medea's vlucht door de lucht in de wagen van de god van de zon (Grieks theater van Syracuse, 2009, regie Krzysztof Zanussi)

Deus ex machina (Latijn, god uit een machine) is een verhalende techniek met een onverwachte ontknoping van een verhaal. Bij een deus ex machina volgt het plot niet logisch uit het voorafgaande, maar maakt onverwacht een einde aan een episode. Te denken valt aan een goddelijke of bovennatuurlijke persoon die ingrijpt of aan een wapen met een superkracht dat wordt gevonden, maar waar daarvoor niet naar gezocht werd. Het is dus een kunstgreep. De uitdrukking is een leenvertaling van het Griekse ἀπὸ μηχανῆς θεός (apo mêkhanês theos). Het meervoud van deus ex machina is dei ex machina.

## Klassiek theater
De uitdrukking vindt zijn oorsprong in de klassieke oudheid. Schrijvers van theater in de tijd van het oude Griekenland en het Romeinse Rijk, die met hun verhaallijn niet op een logische manier konden voortgaan, losten dit vaak op door een god ten tonele te voeren. De tekst van het goddelijk personage bood de schrijver de gelegenheid de eraan voorafgaande dramatische handeling binnen een bespiegelend en moralistisch kader te plaatsen en het verhaal op bovennatuurlijke wijze tot een goed of kwaad einde te brengen. De wonderbaarlijke verschijning doemde op en verdween met behulp van een voor het publiek onzichtbaar systeem van kabels, gewichten en katrollen.
Euripides, een van de eersten die het effect gebruikten, paste het in zijn tragedies meer dan andere schrijvers toe. Artemis grijpt in zijn Hippolytos in, Athena bij Iphigeneia in Tauris, Apollo bij Orestes, Kastor bij Helena en Thetis bij Andromache. Tijdens het laatste epeisodion van Euripides' Medea stijgt zij, Medea, ten hemel in de met gevleugelde draken bespannen wagen van de zonnegod Helios.
In Philoktetes van Sofokles verschijnt Herakles. In Vondels Gijsbrecht van Aemstel biedt aartsengel Rafaël een oplossing.

## Modern gebruik
Al gaat het niet meer altijd om een goddelijke ingreep, ook hedendaagse schrijvers van fictie kiezen er regelmatig voor een verhaal tot een uit de lucht gevallen einde te brengen. Schrijvers kiezen er in scenario's van film- en tv-producties en stripverhalen soms voor een plot via een onwaarschijnlijke of bovennatuurlijke gebeurtenis af te ronden. Deus Ex is een voorbeeld van een computerspel waarin dat ook gebeurt. Een dergelijke wending in een verhaal kan een dramaturgische noodgreep zijn. Een andere mogelijkheid is dat de wonderbaarlijke ontwikkeling een idee van de auteur is om de grenzen van de logica en de werkelijkheid te overschrijden. Dit is bijvoorbeeld het geval bij de literaire stroming van het magisch realisme.

## Kritiek
Het gebruik van een deus ex machina wordt door critici doorgaans niet gewaardeerd. De argumenten zijn dat het de geloofwaardigheid van een verhaal aantast en zou getuigen van een gebrek aan inventiviteit. Deze kritiek geldt voor allerlei oplossingen die losstaan van de dramatische ontwikkeling, zoals een goddelijke ingreep, maar ook redders die toevallig net op tijd komen of een protagonist die wakker wordt en merkt dat zijn avontuur slechts een droom is. Dergelijke wendingen worden beschouwd als noodgrepen van schrijvers die geen logisch einde aan hun verhaal kunnen maken. Die visie bestond al in de Griekse oudheid. Aristoteles bekritiseerde in zijn Poetica de bovennatuurlijke ontknoping die vaak in tragedies voorkwam. Hij was van mening dat de verhaallijn met een oplossing moest eindigen die logisch uit het verhaal zelf voortkwam. Alleen zo komt de hoofdpersoon tot het inzicht en is het voor het publiek te begrijpen dat het noodlot dat het personage overkomt het gevolg is van eigen handelen. De toeschouwer ondergaat, wanneer het verhaal met een deus ex machina tot een einde komt, geen loutering. Dat was volgens Aristoteles het doel van de tragedie.